# 費爾班克斯 (明尼蘇達州)
費爾班克斯（英語：Fairbanks）是位於美國明尼蘇達州聖路易斯縣費爾班克斯鎮區的一個非建制地區。

## 歷史
費爾班克斯的郵局於1905年成立，其後於1953年停運。此地得名自美國第二十六任副總統查爾斯·W·費爾班克斯（Charles W. Fairbanks）。

## 地理
費爾班克斯所處的海拔為高於海平面504米（即1654英呎），而該地所採用的時區為UTC-6，即北美中部時區（CST）。同時該地設有夏令時間，為UTC-6調快一小時，即UTC-5（CDT）。